# Phytala intermixta
Phytala intermixta är en fjärilsart som beskrevs av Aurivillius 1897. Phytala intermixta ingår i släktet Phytala och familjen juvelvingar. Inga underarter finns listade i Catalogue of Life.